# Sistema de Selección e Implantación de Estudiantes
La prueba denominada Sistema de Selección e Implantación de Estudiantes (en turco: Öğrenci Seçme ve Yerleştirme Sistemi, ÖSYS) es un test estandarizado que permite el acceso a la educación superior en Turquía. La única forma de acceder a la universidad dentro del sistema educativo turco es a través de este examen administrado por el Centro de Evaluación, Selección e Implantación de Estudiantes (en turco: Ölçme, Seçme ve Yerleştirme Merkezi, ÖSYM) y que consiste en una prueba de elección múltiple. En 2011, 1 692 000 graduados de secundaria tomaron el examen y, en 2016, la cifra aumentó a 2 255 386.